# Henninghausen (Eslohe)
Henninghausen ist ein Ortsteil der Gemeinde Eslohe in Nordrhein-Westfalen. Der Ort liegt im Naturpark Sauerland-Rothaargebirge an der Kreisstraße 20 zwischen Cobbenrode und Niederlandenbeck. Durch Henninghausen fließt der Henninghauser Bach.

## Geschichte
Henninghausen wurde in dem Güterverzeichnis (1281–1313) des Grafen Ludwig von Arnsberg zum ersten Mal erwähnt. Ein Adolphus de Bruchusen belehnte man mit einer Mark Einkünfte in „Henichusen“ und einer Hufe in „Kopbenrode“. Um 1819 lebten in Henninghausen 30 Einwohner in drei Häusern. Henninghausen gehörte zur Gemeinde Cobbenrode im Amt Eslohe, mit der es bei der kommunalen Neugliederung am 1. Januar 1975 in die Gemeinde Eslohe eingegliedert wurde. In dem Ort leben 20 Einwohner.